# Liga a IV-a Dolj
Liga a IV-a Dolj este principala competiție fotbalistică din județul Dolj, organizată de Asociația Județeană de Fotbal (AJF) Dolj, situată în al patrulea eșalon al sistemului de ligi al fotbalului românesc.
Competiția este disputată de un număr variabil de echipe, în funcție de numărul echipelor retrogradate din Liga a III-a, al celor promovate din Liga a V-a Dolj, precum și al echipelor care se retrag sau se înscriu în competiție. Campioana poate sau nu să promoveze în Liga a III-a, în funcție de rezultatul barajului de promovare disputat împotriva campioanei dintr-o serie județeană vecină.

## Istoric
La începuturile sale, fotbalul craiovean s-a alimentat din trei mari „rezervoare” umane – unitățile și liceele militare, precum și orfelinatul „Mihai Viteazul”, care furnizau militari, ofițeri și liceeni ce evadau din disciplina cazărmilor sau a orfelinatului pentru a juca pe terenuri improvizate, pe străzile cartierelor sau pe mici peluze, până la apariția primelor baze sportive, precum terenul Generala, amenajat de Asociația Funcționarilor Comerciali, terenul CFR din apropierea Căii București și stadionul ONEF al Primăriei. În acest context au început să apară și primele echipe organizate. Între 1915 și 1919 activau grupări precum Excelsior (devenită ulterior Gladiator), Macabi, Oltenia, Asler, Gloria Craiovei, Tinerimea, alături de mai multe echipe școlare.
Având un caracter regional, primul Campionat Districtual al Craiovei s-a desfășurat în sezonul 1924–25, iar printre participante s-au numărat Oltul Slatina, Craiu Iovan Craiova, Rovine Grivița Craiova, Excelsior Craiova, Oltenia Craiova, Tinerimea Craiova și Generala Craiova. Competiția a fost câștigată de Oltul Slatina, care a reprezentat regiunea în turneul final național, fiind însă eliminată de Jahn Cernăuți cu scorul de 4–0. Ulterior, întrecerea a fost cunoscută și sub denumirea de Campionatul Districtual Oltenia, păstrându-și caracterul regional și fiind dominată de mai multe echipe din Craiova – în special Craiu Iovan, Generala și Rovine Grivița – alături de Oltul Slatina, formații devenite protagoniste ale scenei fotbalistice interbelice din zonă.
După reforma administrativ-teritorială din 1950, odată cu înființarea Regiunii Dolj, care cuprindea un teritoriu asemănător cu actualul județ Dolj, plus porțiuni din actualul județ Olt, a fost înființat Campionatul Regional Dolj, sub organizarea Comisiei Regionale de Fotbal, destinat echipelor din această zonă. În urma reorganizării din septembrie 1952, odată cu unificarea regiunilor Dolj și Gorj, a fost creată Regiunea Craiova, iar începând cu sezonul 1953 competiția a devenit Campionatul Regional Craiova.
În 1960, regiunea și campionatul au fost redenumite din nou, devenind Regiunea Oltenia și, respectiv, Campionatul Regional Oltenia. Această structură a funcționat până în 1968, când noua reorganizare administrativ-teritorială a reintrodus județele, iar fiecare județ și-a constituit propriul campionat. Proaspăt înființatul Campionat Județean Dolj a fost pus sub autoritatea nou-înființatului Consiliu Județean pentru Educație Fizică și Sport (CJEFS) Dolj, integrând echipele din fostele campionate regionale, precum și formațiile care evoluaseră anterior în competițiile orășenești și raionale.
De atunci, organizarea și denumirea competiției au suferit mai multe modificări, la fel ca în cazul altor campionate județene. Între 1968 și 1992 a purtat denumirea de Campionatul Județean, între 1992 și 1997 s-a numit Divizia C – Faza Județeană, apoi Divizia D începând cu 1997, iar din 2006 este cunoscută ca Liga a IV-a Dolj.

## Lista campioanelor

### Campionatul Districtual
| Ed.                          | Sezon                        | Campioană                    |
| Campionatul Regional Craiova | Campionatul Regional Craiova | Campionatul Regional Craiova |
| ---------------------------- | ---------------------------- | ---------------------------- |
| 1                            | 1924–25                      | Oltul Slatina                |
| 1                            | 1925–26                      | Craiu Iovan Craiova          |
| 1                            | 1926–27                      | Craiu Iovan Craiova          |
| Campionatul Regional Oltenia |                              |                              |
| 1                            | 1927–28                      | Craiu Iovan Craiova          |
| 2                            | 1928–29                      | Generala Craiova             |
| 3                            | 1929–30                      | Oltul Slatina                |
| 4                            | 1930–31                      | Rovine Grivița Craiova       |
| 5                            | 1931–32                      | Rovine Grivița Craiova       |
| 6                            | 1932–33                      |                              |
| 7                            | 1933–34                      |                              |
| 8                            | 1934–35                      |                              |
| 9                            | 1935–36                      |                              |
| 10                           | 1936–37                      |                              |
| 11                           | 1937–38                      |                              |
| 12                           | 1938–39                      |                              |
| 13                           | 1939–40                      |                              |
| 14                           | 1940–41                      |                              |
| 15                           | 1945–46                      | FC Craiova                   |
| 16                           | 1946–47                      |                              |
| 17                           | 1947–48                      |                              |
| 18                           | 1948                         |                              |
| 19                           | 1949                         |                              |
| 20                           | 1950                         | Armata Craiova               |

### Campionatul Regional
| Ed.                          | Sezon                     | Campioană                                                   |
| Campionatul Regional Dolj    | Campionatul Regional Dolj | Campionatul Regional Dolj                                   |
| ---------------------------- | ------------------------- | ----------------------------------------------------------- |
| 2                            | 1951                      | Locomotiva Craiova                                          |
| 3                            | 1952                      | Locomotiva Craiova                                          |
| Campionatul Regional Craiova |                           |                                                             |
| 4                            | 1953                      | Constructorul Craiova                                       |
| 5                            | 1954                      | Știința Craiova                                             |
| 6                            | 1955                      |                                                             |
| 6                            | 1956                      | Flacăra Târgu Jiu                                           |
| 7                            | 1957–58                   | Dinamo Jiul Craiova                                         |
| 8                            | 1958–59                   | CSA Craiova                                                 |
| 9                            | 1959–60                   | Electroputere Craiova                                       |
| Campionatul Regional Oltenia |                           |                                                             |
| 10                           | 1960–61                   | Dinamo Craiova                                              |
| 11                           | 1961–62                   | Drobeta Turnu Severin                                       |
| 12                           | 1962–63                   | AS Târgu Jiu                                                |
| 13                           | 1963–64                   | Metalul 7 Noiembrie Craiova                                 |
| 14                           | 1964–65                   | Progresul Strehaia                                          |
| 15                           | 1965–66                   | Autorapid Craiova                                           |
| 16                           | 1966–67                   | Minerul Motru                                               |
| 17                           | 1967–68                   | Steagul Roșu Plenița (Seria I) Autorapid Craiova (Seria II) |

### Campionatul Județean
| Ed.                  | Sezon                | Campioană                    |
| Campionatul Județean | Campionatul Județean | Campionatul Județean         |
| -------------------- | -------------------- | ---------------------------- |
| 1                    | 1968–69              | Constructorul TCI Craiova    |
| 2                    | 1969–70              | Autorapid Craiova            |
| 3                    | 1970–71              | Progresul Băilești           |
| 4                    | 1971–72              | Victoria Craiova             |
| 5                    | 1972–73              | CFR Craiova                  |
| 6                    | 1973–74              | Progresul Băilești           |
| 7                    | 1974–75              | Constructorul TCI Craiova    |
| 8                    | 1975–76              | Steagul Roșu Plenița         |
| 9                    | 1976–77              | Victoria Craiova             |
| 10                   | 1977–78              | Dunărea Calafat              |
| 11                   | 1978–79              | Dunărea Calafat              |
| 12                   | 1979–80              | Victoria Craiova             |
| 13                   | 1980–81              | Unirea Tricolor Dăbuleni     |
| 14                   | 1981–82              | Progresul Băilești           |
| 15                   | 1982–83              | Progresul Băilești           |
| 16                   | 1983–84              | ASA Victoria Craiova         |
| 17                   | 1984–85              | Jiul IEELIF Craiova          |
| 18                   | 1985–86              | Jiul IEELIF Craiova          |
| 19                   | 1986–87              | ASA Craiova                  |
| 20                   | 1987–88              | Constructorul Șoimii Craiova |
| 21                   | 1988–89              | Jiul IEELIF Craiova          |
| 22                   | 1989–90              | Jiul IEELIF Craiova          |
| 23                   | 1990–91              | Autobuzul IJTL Craiova       |
| 24                   | 1991–92              | Dunărea Calafat              |

| Ed.                        | Sezon                      | Campioană                  |
| Divizia C – Faza Județeană | Divizia C – Faza Județeană | Divizia C – Faza Județeană |
| -------------------------- | -------------------------- | -------------------------- |
| 25                         | 1992–93                    | Constructorul TCI Craiova  |
| 26                         | 1993–94                    | Progresul Segarcea         |
| 27                         | 1994–95                    | Autobuzul IJTL Craiova     |
| 28                         | 1995–96                    | Progresul Segarcea         |
| 29                         | 1996–97                    | Constructorul TCI Craiova  |
| Divizia D                  |                            |                            |
| 30                         | 1997–98                    | Bere Craiova               |
| 31                         | 1998–99                    | Dinamo Calafat             |
| 32                         | 1999–00                    | Dunărea Calafat            |
| 33                         | 2000–01                    | Pan Group Armata Craiova   |
| 34                         | 2001–02                    | Chimia Craiova             |
| 35                         | 2002–03                    | Știința CFR Craiova        |
| 36                         | 2003–04                    | ȘF "Gică Popescu" Craiova  |
| 37                         | 2004–05                    | Dunărea Calafat            |
| 38                         | 2005–06                    | Gaz Metan Podari           |
| Liga a IV-a                |                            |                            |
| 39                         | 2006–07                    | CFR Craiova                |
| 40                         | 2007–08                    | Prometeu Craiova           |
| 41                         | 2008–09                    | Avântul Bârca              |
| 42                         | 2009–10                    | CS Sopot                   |
| 43                         | 2010–11                    | CS Sopot                   |
| 44                         | 2011–12                    | Apă Craiova                |
| 45                         | 2012–13                    | CS Podari                  |
| 46                         | 2013–14                    | CSO Filiași                |

| Ed. | Sezon   | Campioană                |
| --- | ------- | ------------------------ |
| 47  | 2014–15 | Universitatea Craiova II |
| 48  | 2015–16 | Tractorul Cetate         |
| 49  | 2016–17 | Tractorul Cetate         |
| 50  | 2017–18 | FC U Craiova 1948        |
| 51  | 2018–19 | Tractorul Cetate         |
| 52  | 2019–20 | Unirea Tricolor Dăbuleni |
| 53  | 2020–21 | Dunărea Calafat          |
| 54  | 2021–22 | Dunărea Calafat          |
| 55  | 2022–23 | FC U Craiova 1948 II     |
| 56  | 2023–24 | Metropolitan Ișalnița    |
| 57  | 2024–25 | CS Cârcea                |